# 早春二月

电影DVD封面

《早春二月》是一部中国电影，北京电影制片厂出品，1964年公演，改编自左翼作家柔石的小说《二月》，导演谢铁骊。作品描写的是1920年代一个中国江南小镇上的新旧思想的冲突。

## 小说《二月》
小说《二月》创作于1929年底。作者本人如同小说中的主人公一样，也在故乡为扶助贫苦孤儿得到教育而尽力，之后离开家乡投入左翼文化运动。

## 故事梗概
1920年代的一个春天，青年知识分子萧涧秋从上海来到浙东小镇芙蓉镇当小学教师，住在老友校长陶慕侃家中。校长的妹妹陶岚是一个有新思想敢做敢为的新女性。萧涧秋仰慕的一个革命烈士的遗孀文嫂也住在这个镇子上，文嫂的孩子采莲在萧涧秋的班上上学。萧涧秋和陶岚之间逐渐产生了爱情。但与此同时，萧涧秋决心要帮助文嫂，并认为唯一彻底帮助她的办法是和她结婚。镇上的人们对萧涧秋的言行不满，陶岚也为萧涧秋因为同情而背弃爱情而不悦。
当地思想陈腐的人编下一首打油诗：“芙蓉芙蓉二月开，一个教师外乡来。两眼炯炯如鹰目，内有一副好心裁。左手抱着小寡妇，右手还想折我梅。此人若不驱逐了，吾乡风化安在哉。”
最后，文嫂在舆论的压力下自尽。萧涧秋为这一切悲剧而惊醒，于是离开这个镇子，投身到革命洪流之中。在改编的电影中，陶岚愤然离开这里，去追随萧涧秋，追求新的生活。

## 电影
- 插曲：《送别》
- 配乐：江定仙[1]

电影画面

- 获奖：该片于1983年在葡萄牙第12届菲格拉达福兹国际电影节获评委奖[2]。

### 演职人员
- 导演：谢铁骊
- 演员：
  - 孙道临  饰萧涧秋
  - 谢　芳  饰陶岚，之前在《青春之歌》中扮演林道静
  - 上官云珠 饰文嫂。文革被迫害而自尽
  - 王 培 饰钱正兴
  - 高 博  饰陶慕侃
  - 刘 钊 饰方谋

### 上映
1960年代初，中国的一些影片去苏联展播。苏联电影专家的意见是：要“含蓄”。在这个背景下，《早春二月》得以开拍。
电影上映后，遭到批判，當時《解放军报》批判这电影是一部散播资产阶级毒素的坏影片。文化大革命中，《早春二月》被因为有小资产阶级情调而被批判，从而获得了在全国57个城市作为“大毒草”被放映的机会。